# Макки, Дэниел
Дэ́ниел Дж. Макки́ (англ. Daniel J. McKee; род. 16 июня 1951, Камберленд, Род-Айленд) — американский политик, представляющий Демократическую партию. Губернатор Род-Айленда со 2 марта 2021 года.

## Биография
Окончил Успенский колледж в Вустере, штат Массачусетс и Школу управления им. Джона Ф. Кеннеди Гарвардского университета. Избирался членом городского совета Камберленда (1992—1998) и мэром Камберленда (2001—2005, 2007—2015).
В 2014 году был избран вице-губернатором Род-Айленда, набрав 54,3 % голосов избирателей. В 2018 году переизбрался на второй срок.
2 марта 2021 года Сенат США утвердил губернатора Род-Айленда Джину Раймондо на посту министра торговли в администрации Джо Байдена. В тот же день Раймондо сложила полномочия и Макки вступил в должность губернатора штата.
8 ноября 2022 года победил на губернаторских выборах Род-Айленда, набрав 58,1 % голосов против 39 % у кандидата от республиканцев Эшли Калус.